# Saturnino Perdriel
Saturnino Perdriel (1830 - La Plata, 2 de abril de 1888) fue un comerciante que a su vez se convirtió en el primer presidente del Club de Gimnasia y Esgrima La Plata, funcionario en el Ministerio de Hacienda de la Provincia de Buenos Aires, prematuramente fallecido en 1888, a un año de la presidencia.

## Presidencia
Fue uno de los fundadores del Club de Gimnasia y Esgrima La Plata, y primer presidente.

## Fallecimiento
En 1888, falleció Perdriel, y a causa de su defunción asumió interinamente como presidente el vicepresidente Etcheverry, hasta que por asamblea se unió al nuevo titular de la Comisión, José Antonio Lagos, acompañado de nuevos socios en la dirección del club.